# F-01H
ドコモ スマートフォン arrows Fit F-01H（ドコモ スマートフォン アローズ フィット エフゼロイチエイチ）は、富士通によって開発された、NTTドコモの第3.9世代移動通信システム（Xi）・第3世代移動通信システム（FOMA）対応端末である。ドコモ スマートフォン（第2期）のひとつ。

## 概要
arrows NX F-02Hと共にarrowsシリーズでは初の耐衝撃性能搭載モデルとなる。なお、本機種よりarrowsシリーズのロゴは従来の「ARROWS」から「arrows」へと変更されている。
廉価モデルとして開発されており、通常のarrowsシリーズと比べて性能がかなり抑えられている。放送受信機能と赤外線通信機能及びPREMIUM 4Gには非対応となっており、また、セキュリティに関しては最近のarrowsシリーズで主流となっている虹彩認証ではなく指紋認証を搭載している。
キャッチコピーは「手にフィットする、5インチ超美麗ディスプレイ。永く使えるarrows Fit。」。

## 主な機能
| 主な対応サービス                                                      | 主な対応サービス                                      | 主な対応サービス                     | 主な対応サービス                                                      |
| --------------------------------------------------------------------- | ----------------------------------------------------- | ------------------------------------ | --------------------------------------------------------------------- |
| タッチパネル/加速度センサー                                           | PREMIUM 4G/Xi/FOMAハイスピード/VoLTE                  | Bluetooth                            | dカード/おサイフケータイ/NFC/TransferJet/かざしてリンク/赤外線/トルカ |
| ワンセグ/フルセグ/モバキャス                                          | メロディコール                                        | テザリング                           | Wi-Fi IEEE802.11a/b/g/n/ac                                            |
| GPS                                                                   | ドコモメール/電話帳バックアップ                       | デコメール/デコメ絵文字/デコメアニメ | iチャネル                                                             |
| エリアメール/ソフトウェアーアップデート自動更新/生体認証 (指紋／虹彩) | デジタルオーディオプレーヤー(WMA・MP3他)/ハイレゾ音源 | GSM/3Gローミング(WORLD WING)         | フルブラウザ/Flash Player                                             |
| Google Play/dメニュー/dマーケット                                     | Gmail/Google Talk/YouTube/Picasa                      | バーコードリーダ/名刺リーダ          | ドコモ地図ナビ/ドコモ ドライブネット/Google Maps/ストリートビュー     |

## 歴史
- 2015年9月30日 - NTTドコモより公式発表・事前予約開始。
- 2015年10月7日 - 発売開始。